# Госцим
Госцим (пол. Gościm, нім. Gottschimm) — село в Польщі, у гміні Дрезденко Стшелецько-Дрезденецького повіту Любуського воєводства.
Населення — 551 особа (2011).
У 1975-1998 роках село належало до Гожовського воєводства.

## Демографія
Демографічна структура станом на 31 березня 2011 року:
|          | Загалом | Допрацездатний вік | Працездатний вік | Постпрацездатний вік |
| -------- | ------- | ------------------ | ---------------- | -------------------- |
| Чоловіки | 281     | 66                 | 196              | 19                   |
| Жінки    | 270     | 53                 | 152              | 65                   |
| Разом    | 551     | 119                | 348              | 84                   |